# 캐롤 & 튜즈데이
캐롤 & 튜즈데이(일본어: キャロル&チューズデイ, CAROLE & TUESDAY)은 일본의 오리지널 애니메이션이다.
2019년 4월부터 10월까지 후지 TV에서 방영되었다.